# Neritilia hawaiiensis
Neritilia hawaiiensis је пуж из реда Cycloneritimorpha и фамилије Neritidae. 

## Угроженост
Подаци о распрострањености ове врсте су недовољни.

## Распрострањење
Сједињене Америчке Државе су једино познато природно станиште врсте. Врста је присутна само на подручју Хавајских острва.

## Станиште
Станиште врсте су бочата водена (мешана слана и слатководна) подручја.